# NORCECA Final Four femminile 2023
La NORCECA Final Four 2023 si è svolta dal 9 giugno all'11 giugno 2023: al torneo hanno partecipato quattro squadre nazionali nordamericane e la vittoria finale è andata per la prima volta a Porto Rico.

## Impianti
|                                                                           |  |  |
|                                                                           |  |  |
| Coliseo Dolores Martínez Città: Juana Díaz Capienza: ? Anno d'apertura: ? |  |  |

## Regolamento

### Formula
Le squadre hanno disputato un'unica fase con formula del girone all'italiana.

### Criteri di classifica
Se il risultato finale è stato di 3-0 sono stati assegnati 5 punti alla squadra vincente e 0 a quella sconfitta, se il risultato finale è stato di 3-1 sono stati assegnati 4 punti alla squadra vincente e 1 a quella sconfitta, se il risultato finale è stato di 3-2 sono stati assegnati 3 punti alla squadra vincente e 2 a quella sconfitta.
L'ordine del posizionamento in classifica è stato definito in base a:
- Numero di partite vinte;
- Punti;
- Ratio dei set vinti/persi;
- Ratio dei punti realizzati/subiti;
- Risultati degli scontri diretti.

## Squadra partecipanti
| Squadra                 | Qualificazione      | Ultima partecipazione |
| ----------------------- | ------------------- | --------------------- |
| Costa Rica              | -                   | Messico 2022          |
| Isole Vergini Americane | -                   | Debutto               |
| Porto Rico              | Paese organizzatore | Messico 2022          |
| Trinidad e Tobago       | -                   | Debutto               |

## Torneo

### Risultati
| 9 giugno 2023 Coliseo Dolores Martínez, Juana Díaz Durata: 1h:48 - Spettatori: 200  | Costa Rica              | 3 - 1 | Trinidad e Tobago       | 20-25, 25-19, 25-17, 25-16 |
| 9 giugno 2023 Coliseo Dolores Martínez, Juana Díaz Durata: 1h:17 - Spettatori: 400  | Porto Rico              | 3 - 0 | Isole Vergini Americane | 25-13, 25-11, 25-16        |
| 10 giugno 2023 Coliseo Dolores Martínez, Juana Díaz Durata: 1h:14 - Spettatori: 300 | Isole Vergini Americane | 0 - 3 | Costa Rica              | 13-25, 18-25, 12-25        |
| 10 giugno 2023 Coliseo Dolores Martínez, Juana Díaz Durata: 1h:16 - Spettatori: 550 | Porto Rico              | 3 - 0 | Trinidad e Tobago       | 25-14, 27-25, 25-9         |
| 11 giugno 2023 Coliseo Dolores Martínez, Juana Díaz Durata: 1h:09 - Spettatori: 125 | Trinidad e Tobago       | 3 - 0 | Isole Vergini Americane | 25-10, 25-13, 25-20        |
| 11 giugno 2023 Coliseo Dolores Martínez, Juana Díaz Durata: 1h:22 - Spettatori: 250 | Porto Rico              | 3 - 0 | Costa Rica              | 25-23, 25-10, 25-7         |

### Classifica
| Pos. | Squadra                 | Pt | G | V | P | SV | SP | Ratio | PF  | PS  | Ratio |
| ---- | ----------------------- | -- | - | - | - | -- | -- | ----- | --- | --- | ----- |
| 1.   | Porto Rico              | 15 | 3 | 3 | 0 | 9  | 0  | MAX   | 227 | 128 | 1,773 |
| 2.   | Costa Rica              | 9  | 3 | 2 | 1 | 6  | 4  | 1,500 | 210 | 195 | 1,076 |
| 3.   | Trinidad e Tobago       | 6  | 3 | 1 | 2 | 4  | 6  | 0,666 | 200 | 215 | 0,930 |
| 4.   | Isole Vergini Americane | 0  | 3 | 0 | 3 | 0  | 9  | 0,000 | 126 | 225 | 0,560 |

## Classifica finale
| Pos     | Squadra                 | Rosa |
| ------- | ----------------------- | --- |
| Oro     | Porto Rico              | Formazione: 1 Fuentes, 2 Venegas, 3 A. Vázquez, 4 Hollingsworth, 5 Rivera, 8 Rojas, 12 Ortiz, 15 Collazo, 16 Santiago, 18 Hernández, 19 Santos, 21 Victoriá, 23 Vélez, 24 V. Vázquez, CT: Morales |
| Argento | Costa Rica              | Formazione: 3 Rojas, 5 Espinoza, 6 M.J. Castro, 8 Araya, 9 Arroyo, 11 Sayles, 12 Thompson, 13 Campos, 14 Fonseca, 15 León, 16 M. Cástro, 17 Alfaro, CT: Acuña                                     |
| Bronzo  | Trinidad e Tobago       | Formazione: 2 Ross, 3 Thompson, 4 Billingy, 5 Chin Choy, 6 Ramey, 9 Camps, 13 Murray, 14 Cruickshank, 15 Cottoy, 16 León, 17 Esdelle, 18 Alexis, 20 Donald, 24 Belmar, CT: Ali                    |
| 4       | Isole Vergini Americane | Formazione: 2 Panthier, 3 Rosa, 4 Taylor, 5 Rogers, 6 Gillens, 7 Lake, 8 A.K. Raphael, 9 George, 10 Dixon, 11 Pharoah, 12 Bough, 14 Simmonds, 18 Claxton, CT: I. Raphael                          |

|  | Qualificata alla Volleyball Challenger Cup 2024 |

## Premi individuali
| Premio                 | Nome              | Squadra           |
| ---------------------- | ----------------- | ----------------- |
| MVP                    | Wilmarie Rivera   | Porto Rico        |
| Miglior realizzatrice  | Channon Thompson  | Trinidad e Tobago |
| Miglior servizio       | Krystle Esdelle   | Trinidad e Tobago |
| Miglior difesa         | María José Castro | Costa Rica        |
| Miglior ricevitrice    | María José Castro | Costa Rica        |
| Miglior palleggiatrice | Melissa Campos    | Costa Rica        |
| Miglior opposto        | Tatiana Sayles    | Costa Rica        |
| Miglior schiacciatrice | Channon Thompson  | Trinidad e Tobago |
| Miglior schiacciatrice | Maricela Araya    | Costa Rica        |
| Miglior centrale       | Paola Rojas       | Porto Rico        |
| Miglior centrale       | Alba Hernández    | Porto Rico        |
| Miglior libero         | María José Castro | Costa Rica        |